# 中野史彦
中野 史彦（なかの ふみひこ）は、日本の数学者（博士（数理科学））、学習院大学教授である。専門は偏微分方程式、数理物理学である。

## 略歴
- 1996年3月：東京大学数理科学研究科博士課程修了
- 1996年 - 2004年：東北大学理学研究科数学専攻助手
- 2004年 - 2010年：高知大学理学部准教授
- 2010年 - ：学習院大学理学部教授
- 2020年 - ：東北大学理学研究科教授

## 受賞歴
- 2011年日本数学会函数方程式論分科会福原賞受賞